# Forstwerderbrücke

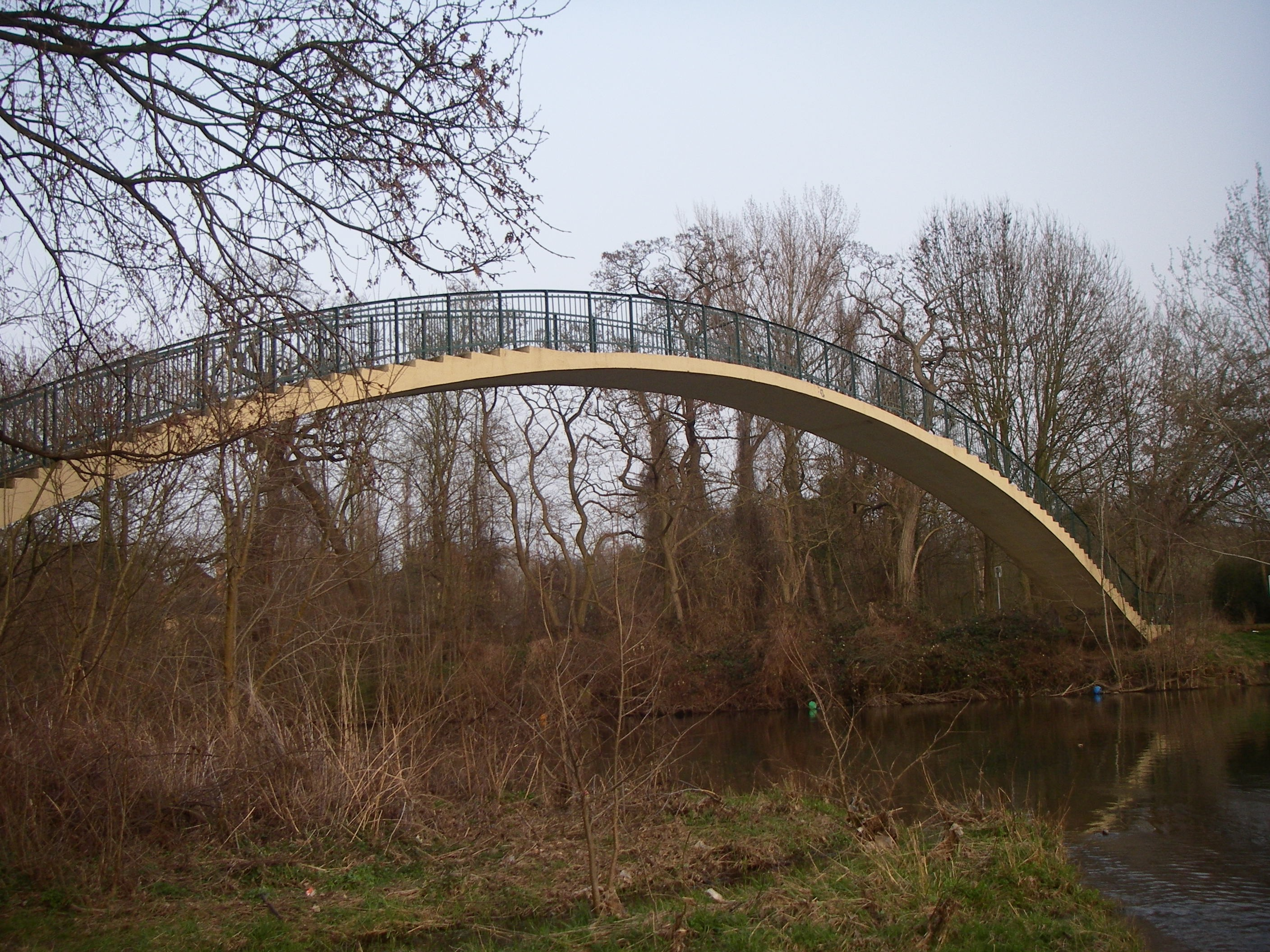
Die Brücke von der Forstwerderinsel aus gesehen

Die Forstwerderbrücke in Halle (Saale) verbindet die große Insel Forstwerder in der Saale mit dem Trothaer Ufer im Norden der Stadt. Sie wurde 1928 nach einem Entwurf von Adolf Heilmann in Form einer Bogenbrücke errichtet, um die Fährverbindung zu der damals neu errichteten Flussbadeanstalt (Freibad) auf der Insel zu ersetzen. Das Bad existiert heute nicht mehr. Die Insel ist in der Zwischenzeit Bestandteil eines Landschaftsschutzgebietes geworden.
Die Fußgängerbrücke steht in unmittelbarer Nähe des Trothaer Wehrs und überspannt den Mühlgraben, einen Seitenarm der Saale, der zugleich Zufahrt zur Schleuse Trotha ist. Um den Schiffsverkehr nicht zu beeinträchtigen, wurde die Brücke mit der notwendigen Höhe ausgestattet, die im Scheitel 6,7 Meter erreicht. Ihre Spannweite beträgt 47 Meter. Im Volksmund wird sie ihrer Form wegen auch „Katzenbuckelbrücke“ genannt.
Sie besteht aus Stahlbeton. Die Stufen wurden aufbetoniert. Das Geländer wurde durchsichtig aus Stabgittern hergestellt. Die Breite und Stärke des Stahlbetonbogens nehmen zum Scheitelpunkt ab, die Stärke von 35 auf 30 cm. Die Brücke passt sich ästhetisch in die malerische Flusslandschaft ein.